# Les Enfants du Pirée (Dalida)

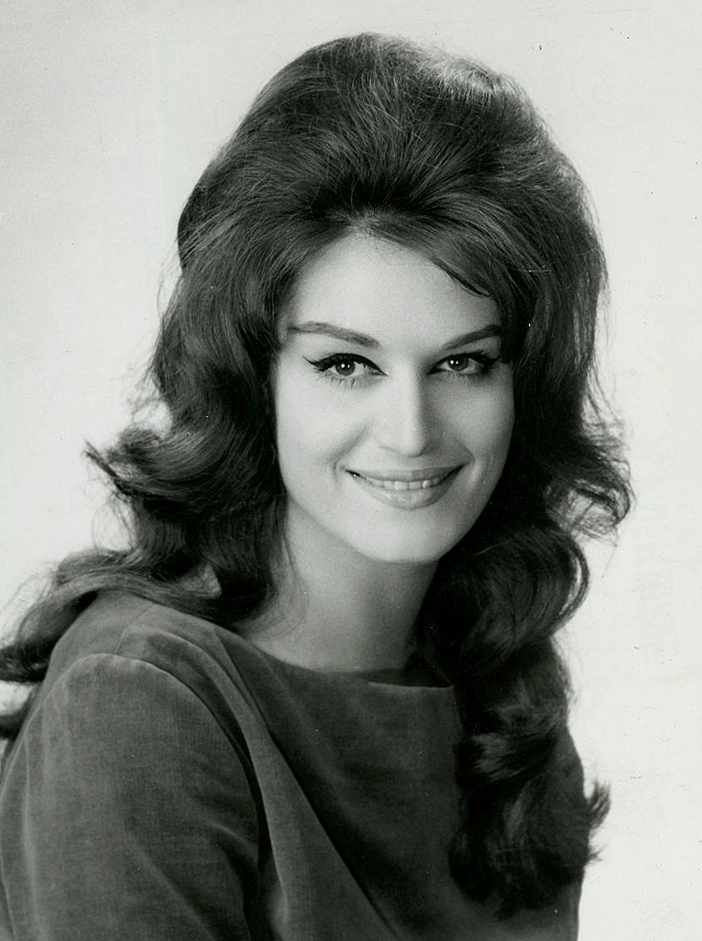
Dalida en 1961.

Les Enfants du Pirée est une chanson de Dalida sortie en 1960. Ce titre est une adaptation du titre « Les Enfants du Pirée » écrit par  Mános Hadjidákis et composé pour le film Jamais le dimanche (Jules Dassin 1960). La chanson connut un grand succès en Europe.

## Classement hebdomadaire
| Classement (1960-1961) | Meilleure position |
| ---------------------- | ------------------ |
| Wallonie               | 1                  |
| Espagne                | 1                  |
| France                 | 1                  |
| Région flamande        | 2                  |
| Québec                 | 2                  |
| Pays-Bas               | 2                  |
| Italie                 | 2                  |
| Suisse (Romandie)      | 2                  |